# Centro Arquitetônico de Viena
O Centro Arquitetônico de Viena (em alemão: Architekturzentrum Wien - Az W) é um museu em Viena, localizado no Museumsquartier. É concebido como um centro de exposições, eventos e pesquisa em arquitetura e temas relacionados, particularmente a arquitetura e o design urbano dos séculos XX e XXI. É o museu nacional da arquitetura da Áustria.

## Atividades
A exposição permanente "a_schau. Österreichische Architektur im 20. und 21. Jahrhundert" mostra a história da arquitetura austríaca desde 1850 até os dias atuais. As exposições em mudança apresentam a arquitetura contemporânea, oferecendo novas perspectivas sobre a história da arquitetura e os desenvolvimentos futuros.
Através de uma série de eventos e atividades, a arquitetura é apresentada como uma "disciplina cultural, fenômeno cotidiano e processo complexo". Estes eventos incluem apresentações e seminários profissionais, visitas guiadas, workshops para crianças, publicações e o Congresso de Arquitetura de Viena. O café e restaurante do museu, MILO, também é bem conhecido por seu design de interiores.
O departamento de documentação e pesquisa opera uma biblioteca especializada não credenciada com 27.000 títulos de arquitetura, além de um banco de dados e um léxico de arquitetura on-line (Architektur Archiv Austria e online-Architektenlexikon) e um arquivo e coleção relacionados à arquitetura dos séculos XX e XXI.

## História
O centro foi fundado em 1993 como uma organização sem fins lucrativos. Surgiu a partir de uma colaboração entre o governo nacional da Áustria e da cidade de Viena, e é operado conjuntamente pelo Ministério Federal da Educação, Arte e Cultura e escritórios de Viena de cultura e desenvolvimento urbano.

Depois de oito anos em espaços de exposições temporárias no Museumsquartier, o Az W se mudou para a sua atual localização em 2001. Tem cerca de 1.000 m² de espaço de exposição à sua disposição e já organizou mais de 150 exposições, 300 eventos e 600 excursões arquitetônicas nos seus primeiros 15 anos.